# Rozoy-le-Vieil

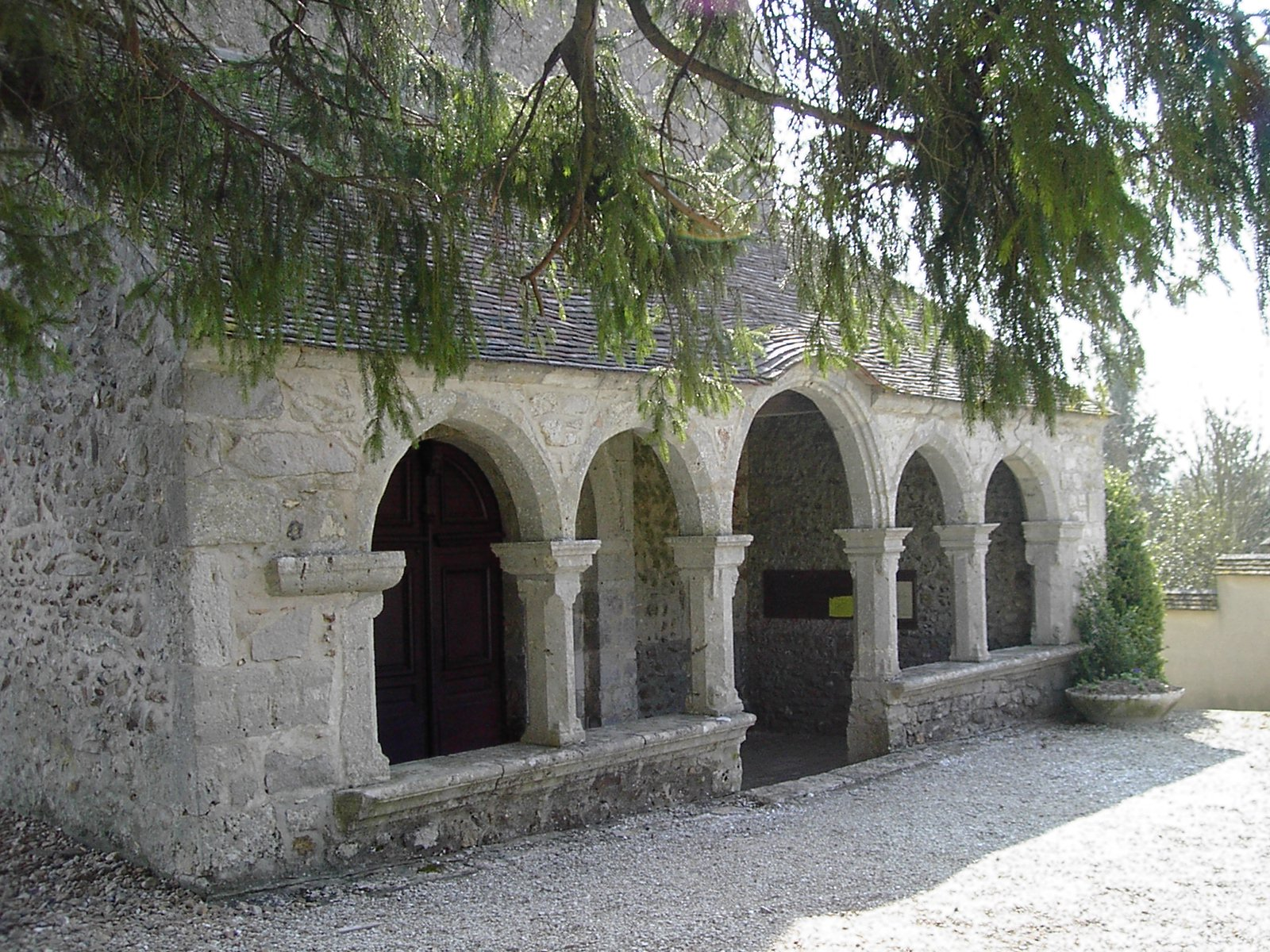
De ingang van de kerk van Rozoy-le-Vieil.

Rozoy-le-Vieil is een gemeente in het Franse departement Loiret (regio Centre-Val de Loire) en telt 342 inwoners (2004). De plaats maakt deel uit van het arrondissement Montargis.

## Geografie
De oppervlakte van Rozoy-le-Vieil bedraagt 8,1 km², de bevolkingsdichtheid is 42,2 inwoners per km².
De onderstaande kaart toont de ligging van Rozoy-le-Vieil met de belangrijkste infrastructuur en aangrenzende gemeenten.

## Demografie
Onderstaande figuur toont het verloop van het inwonertal (bron: INSEE-tellingen).

1. ↑  Populations de référence 2022.